# Tresagua
Tresagua es una localidad española del municipio de Guriezo, perteneciente a la comunidad autónoma de Cantabria.

## Geografía
La localidad se encuentra a 35 m s. n. m. y a 2 kilómetros de la capital municipal, El Puente.

## Historia
Hacia mediados del siglo XIX, el lugar, ya por entonces perteneciente al municipio de Guriezo, tenía contabilizadas 18 cabezas de familia. Aparece descrito en el decimoquinto volumen del Diccionario geográfico-estadístico-histórico de España y sus posesiones de Ultramar de Pascual Madoz con las siguientes palabras:

TRESAGUA: ald. en la prov. y dióc. de Santander, part. jud. de Castro-urdiales, correspondiente al valle y ayunt. de Guriezo; se compone de 18 vec. Tiene un molino harinero que trabaja de 3 á 6 meses al año.
(Madoz, 1849, p. 150)

En 2023, la entidad singular de población de Tresagua tenía empadronados 23 habitantes, todos ellos en el núcleo de población de ese nombre.